# فیروزآباد (اردستان)
فیروزآباد (اردستان)، روستایی از توابع بخش زواره شهرستان اردستان در استان اصفهان ایران است.

## جمعیت
این روستا در دهستان ریگستان قرار دارد و براساس سرشماری مرکز آمار ایران در سال ۱۳۸۵، جمعیت آن زیر سه خانوار بوده‌است.